# Crossopriza lyoni
Crossopriza lyoni là một loài nhện trong họ Pholcidae. Loài này phân bố trên toàn thế giới, bao gồm Bỉ,.

## Hình ảnh

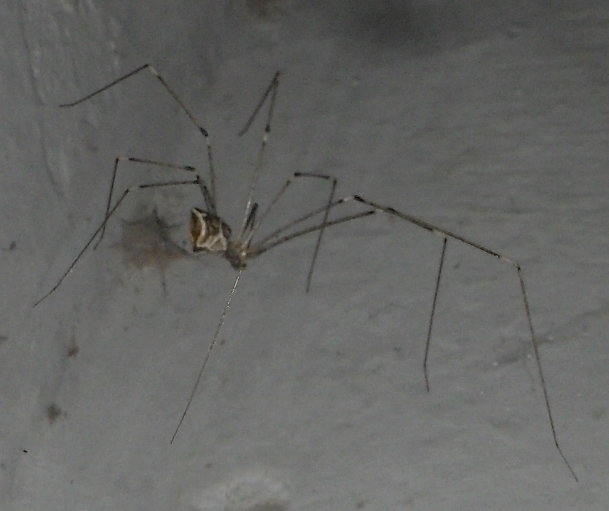
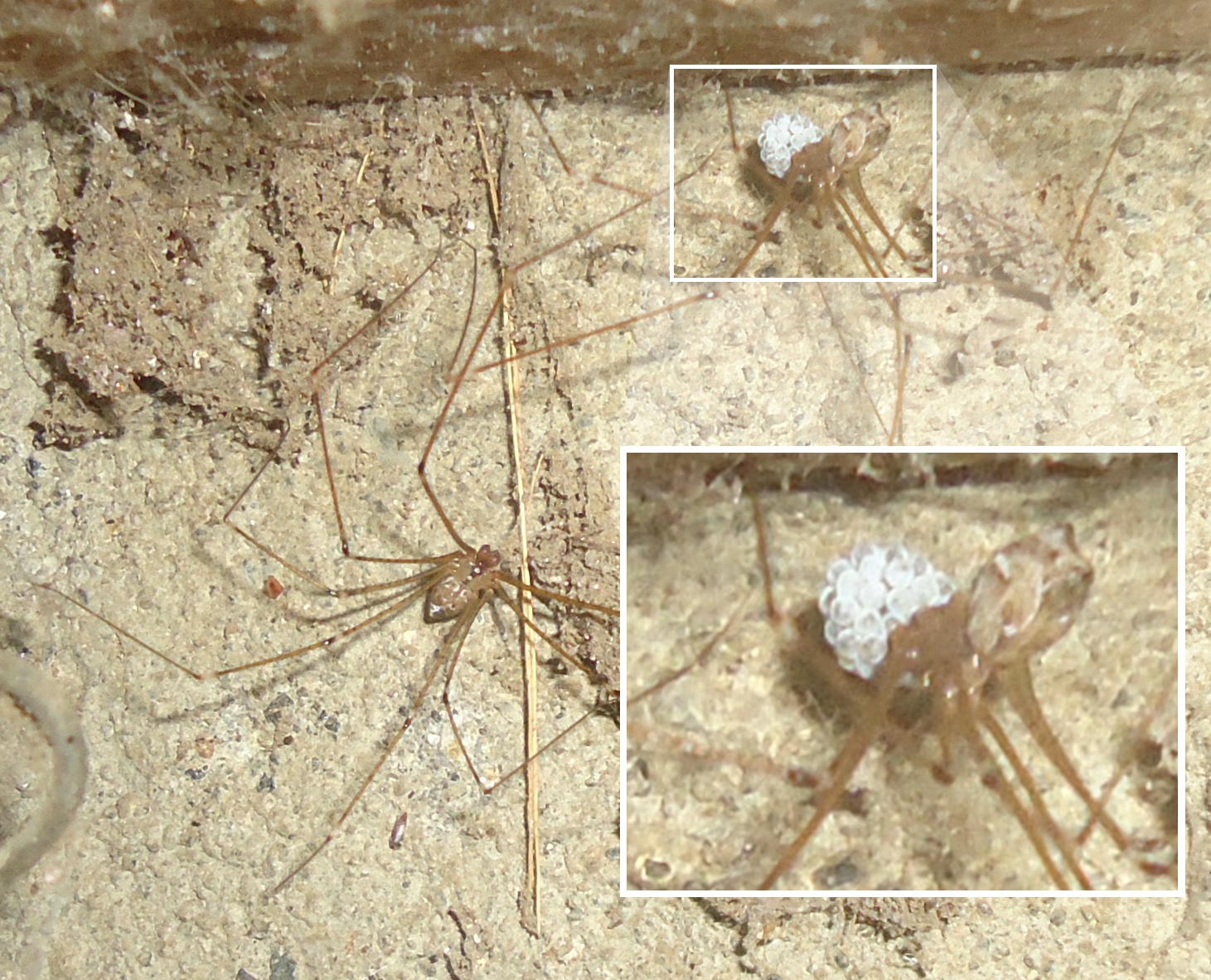
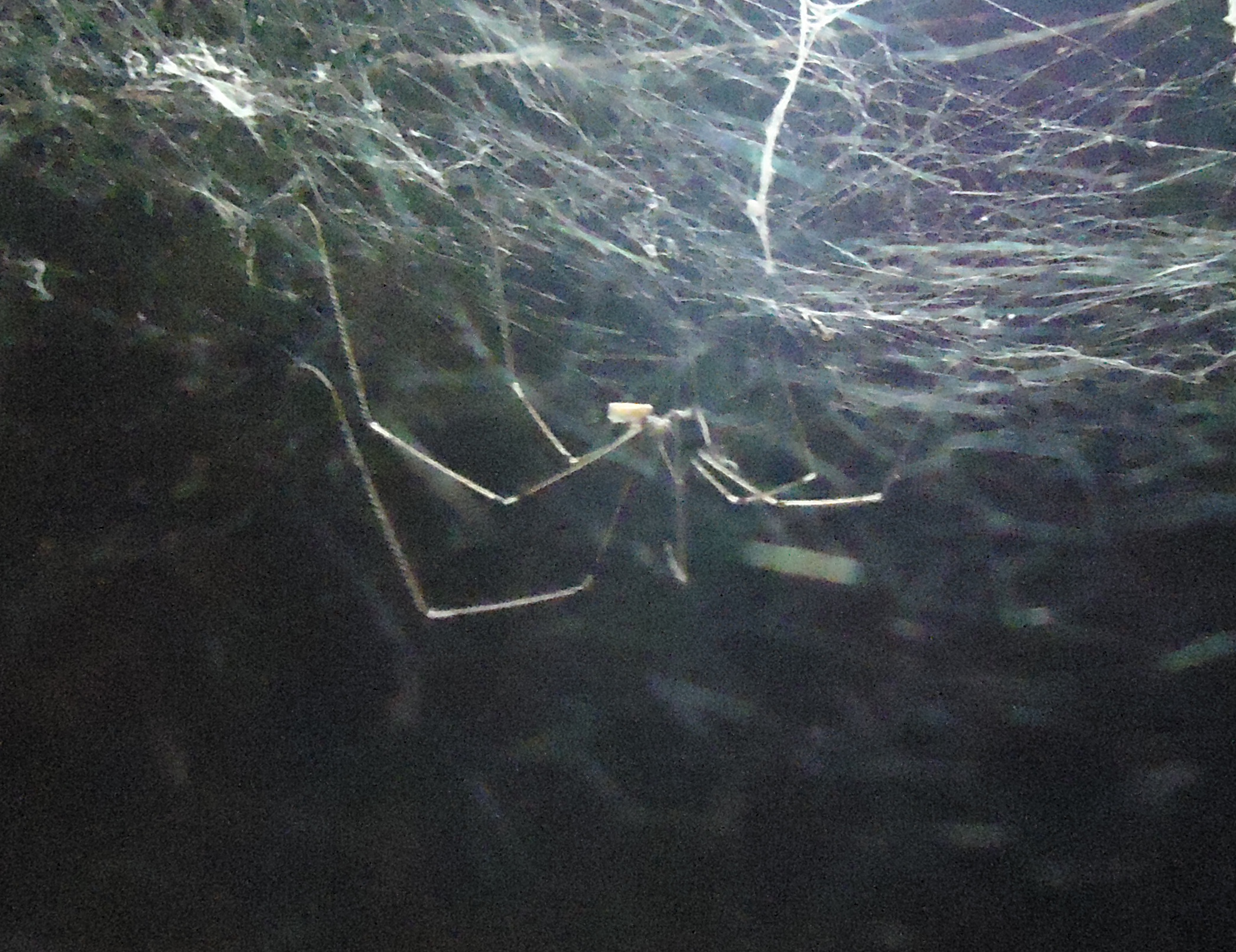